# Metalycomedes
Genre
Metalycomedes est un genre d'opilions laniatores de la famille des Gonyleptidae.

## Distribution
Les espèces de ce genre sont endémiques du Brésil.

## Liste des espèces
Selon World Catalogue of Opiliones (06/09/2021) :
- Metalycomedes perditus Mello-Leitão, 1927
- Metalycomedes secundus Soares & Soares, 1947

## Publication originale
- Mello-Leitão, 1926 : « Notas sobre Opiliones Laniatores sul-americanos. » Revista do Museu Paulista, vol. 14, p. 327–383.